# La Selle-la-Forge
La Selle-la-Forge – miejscowość i gmina we Francji, w regionie Normandia, w departamencie Orne.
Według danych na rok 1990 gminę zamieszkiwało 1330 osób, a gęstość zaludnienia wynosiła 160 osób/km² (wśród 1815 gmin Dolnej Normandii La Selle-la-Forge plasuje się na 170 miejscu pod względem liczby ludności, natomiast pod względem powierzchni na miejscu 627).